# Babiana lobata
Babiana lobata är en irisväxtart som beskrevs av Gwendoline Joyce Lewis. Babiana lobata ingår i släktet Babiana och familjen irisväxter. Inga underarter finns listade i Catalogue of Life.